# Wriedel
Wriedel è un comune di 2.519 abitanti della Bassa Sassonia, in Germania.
Appartiene al circondario (Landkreis) di Uelzen (targa UE) ed è parte della comunità amministrativa (Samtgemeinde) di Altes Amt Ebstorf.